# Zamiaceae
Zamiaceae sind eine Familie innerhalb der Ordnung der Palmfarne (Cycadales).

## Beschreibung

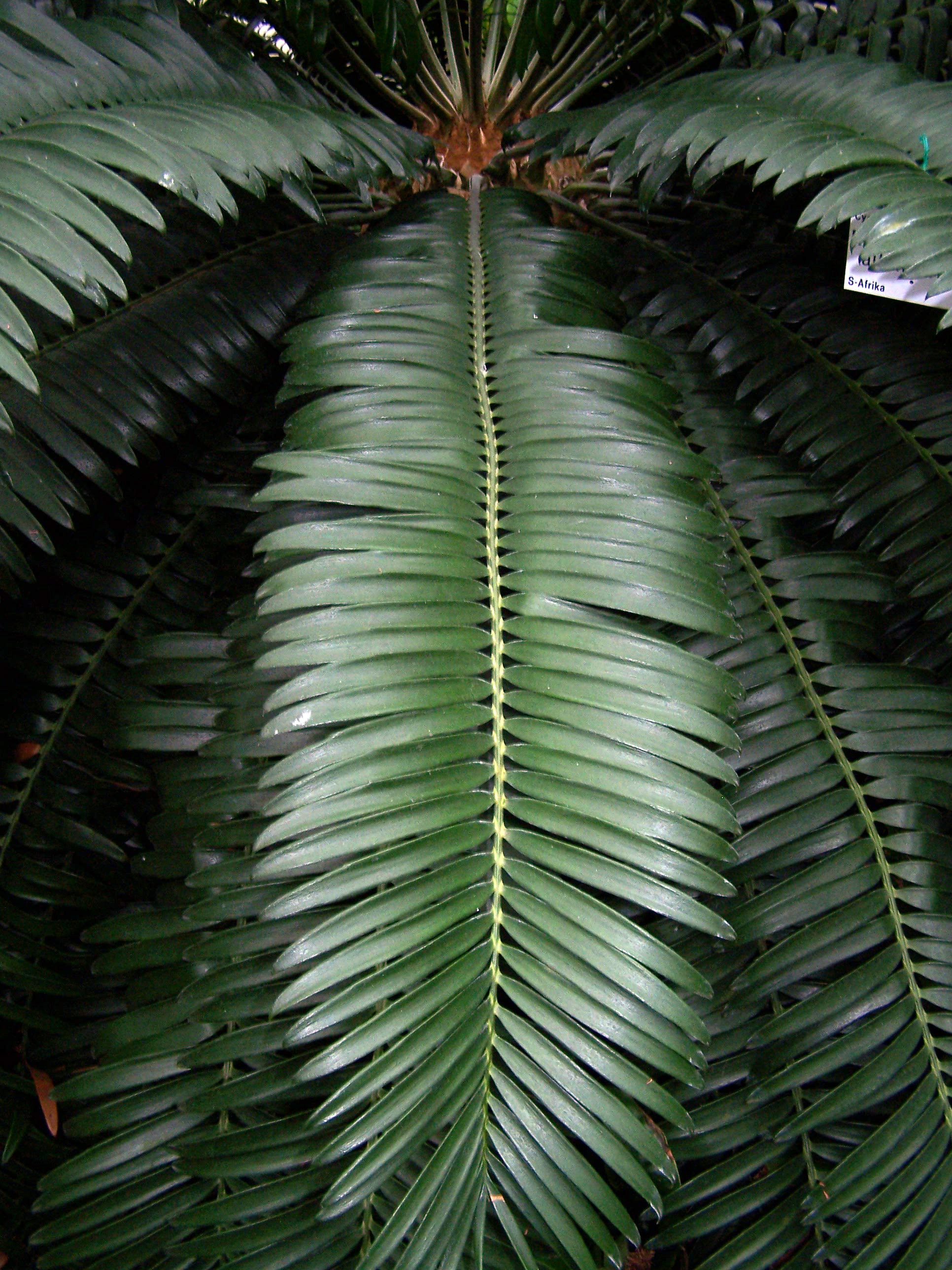
Encephalartos altensteinii mit einfach gefiedertem Blatt

### Vegetative Merkmale
Palmfarne sind sehr langlebige, meist immergrüne Pflanzen.
Die Laubblätter der Palmfarne sind einfach gefiederte Blattwedel, die Farnwedeln sehr ähnlich sehen. Anfangs sind die Wedel häufig auch wie bei Farnen eingerollt. Anders als die ebenfalls ähnlichen Palmwedel sind die Blattadern bei den Palmfarnen aber gabelig (dichotom). Meistens bildet sich ein Kranz von neuen Blättern gleichzeitig, üblicherweise einmal pro Jahr. Je älter die Pflanze, desto mehr neue Blätter werden pro Jahr gebildet.
Das Holz der Palmfarne ist reich an Schleimgängen und besitzt sehr breite radiale Markstrahlen („manoxyles Holz“). Ebenso wie die Nadelholzgewächse besitzen die Holzzellen Hoftüpfel. Das Stammzentrum (Mark) ist teilweise reich an Stärke und dient als Ort zur Speicherung von Reservestoffen. Außen hingegen liegt wasserführendes Gewebe. Die Wurzeln sind häufig unterirdisch. Mitunter gibt es aber auch oberirdische, korallenartig aussehende („koralloide“) Wurzeln, in denen stickstofffixierende Symbionten (Cyanobakterien der Gattungen Anabaena, Calothrix und Nostoc) leben. Diese versorgen den Palmfarn mit Nitrat.

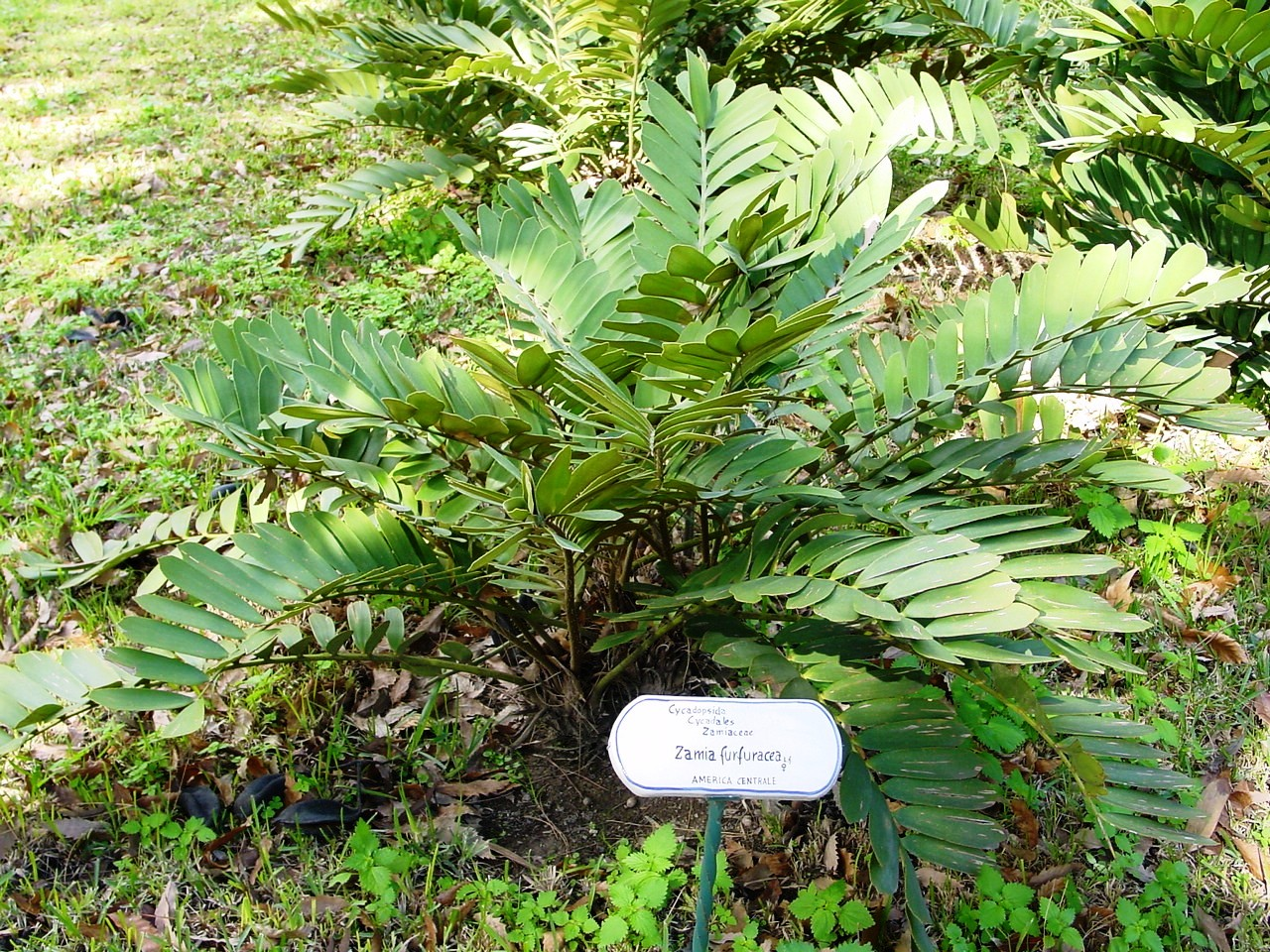
Zamia furfuracea, niedrig wachsende Art; das Stämmchen ist hauptsächlich unterirdisch.

Es sind niedrige Pflanzen mit unterirdischen Stämmchen bis baumförmige Pflanzen, die 15 bis 30 Meter hoch werden können. Die Stämme der Palmfarne sind meist (scheinbar) unverzweigt. Nur bei der Bildung von fertilen Blättern (Sporophyllen) kommt es an der Basis der fertilen Abschnitte zu einer Verzweigung, denn die Zapfen sind eigentlich besondere Sprossabschnitte. Nach der Samenbildung werden die bis zu 1 Meter langen Zapfen durch eine Seitenknospe zur Seite gedrängt.

### Generative Merkmale
Palmfarne sind zweihäusig getrenntgeschlechtig, es gibt also sowohl männliche als auch weibliche Individuen (Diözie).
Bei der Familie der Zamiaceae haben die Pflanzen beider Geschlechter zapfenförmige Blütenstände.

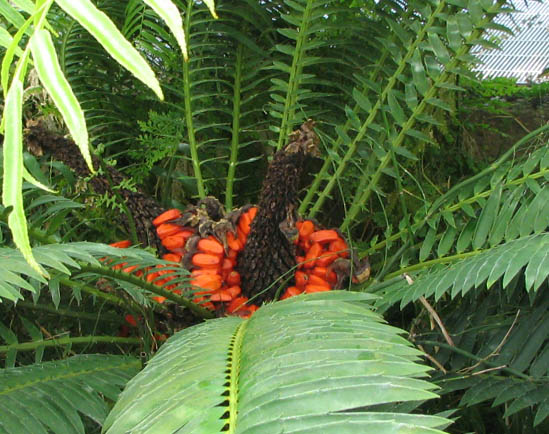
Encephalartos lebomboensis, Zapfen mit reifen, orangeroten Samen

Die Träger der Samenanlagen sind bei den Palmfarnen als Umbildung von Blättern deutlich zu erkennen. Bei den weiblichen Individuen der Zamiaceae-Gattung Dioon sind die fertilen Blätter zu einer, teils verholzten, schuppenartigen Teil des zapfenförmigen Blütenstandes reduziert (siehe Bild in der Galerie), bei der Gattung Zamia sind sie schildartig, stumpf und filzlos. Der Zapfen ist eine Seitensprossachse (Homologie).
Die Zapfen werden nach der Samenreife durch eine Seitenknospe übergipfelt und zur Seite geknickt.
Die großen, orangen, roten, rosa, oder rotbraunen Samen haben eine dreischichtige Samenschale, bestehend aus einer farbigen Sarkotesta, einer holzigen Sklerotesta und einer häutigen Endotesta. Der Keimling hat zwei Keimblätter.

## Fortpflanzung

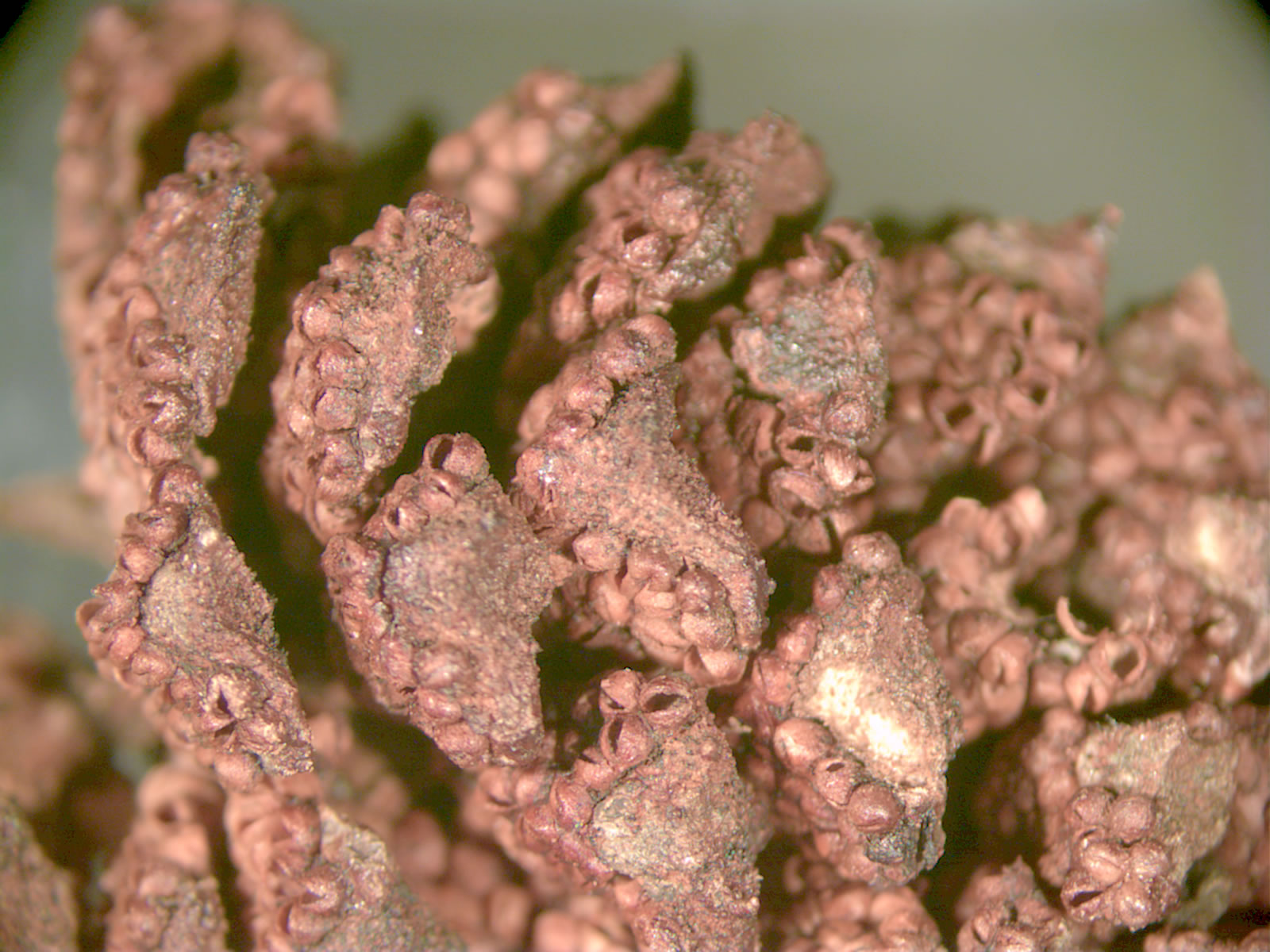
Ceratozamia, Microsporophylle des männlichen Zapfens

An der Unterseite der Schuppen (= Microsporophylle) der männlichen Zapfen werden 5 bis 1000 Pollensäcke gebildet. Die Pollensackwand ist mehrschichtig und teilt sich in ein Exothecium (Außenschicht) und ein Tapetum (Innenschicht), das sich dann auflöst (Plasmodialtapetum) und der Ernährung der Pollenmutterzellen dient. Die Pollenmutterzelle teilt sich zunächst in eine Prothalliumzelle und einen Antheridienmutterzelle. Letztere teilt sich danach in eine Pollenschlauchzelle und eine generative Zelle (Antheridienzelle). Der fertige Pollen ist demnach dreizellig.
Die Bestäubung erfolgt über Käfer (Cantharophilie) oder durch Wind (Anemophilie).
Wenn der Pollen an die weibliche Samenanlage auf dem Megasporophyll kommt, so teilt sich die generative Zelle in eine Stielzelle, die an der Prothalliumzelle verbleibt, und eine sogenannte „spermatogene Zelle“. Die spermatogene Zelle bildet dann 2 (bei Microcycas bis zu 20) Spermatozoide aus, die von der Pollenschlauchzelle umschlossen sind. Die Spermatozoiden (entsprechen einer Spermazelle) sind bis zu 0,4 mm groß und besitzen an einem Ende eine spiraliges Band aus Geißeln. Die Pollenschlauchzelle wächst dann zu einem Schlauch aus, transportiert die Spermatozoide an die Archegonienkammer und entlässt diese dort. Danach kommt es zur Befruchtung.
Die Samenanlagen der Palmfarne bestehen aus einem Integument (Samenhülle), einem Nucellus, der einen vielzelligen Embryosack (Gametophyt) ausbildet. Der Embryosack bildet zwei bis sechs (bei Microcycas bis 100) Archegonien aus, die jeweils eine Eizelle produzieren.

## Nutzung
Einige Palmfarn-Arten sind für den Menschen von gewisser wirtschaftlicher Bedeutung. Die Nutzung des Stärkereichtums im Stamm vieler Palmfarne kann auch dem Gattungsnamen Encephalartos (Brotpalmfarn) entnommen werden, denn es bedeutet griechisch: en = in, auf; kephalon = Kopf, Gehirn; artos = Brot.

## Gefährdung durch den Menschen
Palmfarne (vor allem die Brotpalmfarne) sind begehrte Pflanzen in Botanischen Gärten, aber auch private Sammler zahlen sehr viel Geld, um an einen Palmfarn zu kommen. Gerade bei den sehr seltenen Arten kommt es immer wieder zu Diebstählen. Die rote Liste der IUCN listet 238 Cycadeen als gefährdet, darunter Encephalartos woodii. Diese Art ist in freier Wildbahn ausgestorben und es wurde nur ein männlicher Klon bekannt, so dass die Art nicht über Samen vermehrt werden kann. In Botanischen Gärten existieren etwa 500 kultivierte Individuen dieses Klons.

## Systematik und Verbreitung

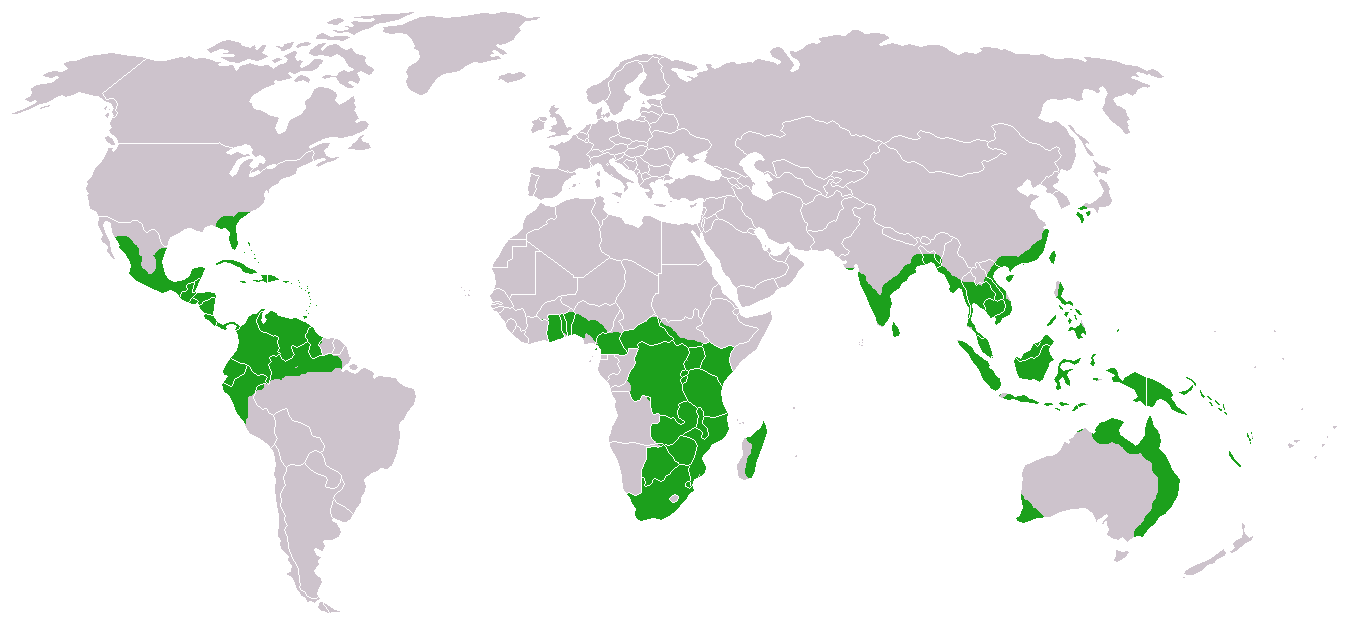
Disjunkte Verbreitung der rezenten Cycadophyta auf der Welt.

In vielen tropischen Ländern sind einzelne Taxa der Palmfarne beheimatet. Typisch für eine so alte Pflanzengruppe ist, dass die Verbreitung disjunkt ist. Keine Art verträgt Frost, also sind die Areale nur in den Subtropen und Tropen.
Die Familie der Zamiaceae wird gegliedert in zwei Unterfamilien mit vier Tribus.
Zu dieser Familie gehören sieben bis acht Gattungen mit 100 bis 200 Arten:
- Unterfamilie Encephalartoideae: Sie enthält zwei Tribus:
  - Tribus Diooeae:
    - Gattung Dioon (etwa 11 Arten)

  - Tribus Encephalarteae:
    - Gattung Encephalartos – Brotpalmfarne (62 Arten)
    - Gattung Lepidozamia (2 Arten)
    - Gattung Macrozamia (38 Arten)
- Unterfamilie Zamioideae: Sie enthält zwei Tribus:
  - Tribus Ceratozamieae: Es gibt nur eine Gattung:
    - Gattung Ceratozamia (etwa 16 Arten)

  - Tribus Zamieae: Es gibt nur noch zwei Gattungen:
    - Gattung Microcycas: Die nur eine Art kommt nur im westlichen Kuba vor.
    - Gattung Zamia (Syn.: Chigua): Die etwa 79 Arten sind in der Neotropis verbreitet.
- Bei manchen Autoren werden auch die beiden Gattungen Stangeria (mit einer Art in Südafrika) und Bowenia (mit drei Arten in Australien, endemisch in Queensland) der Familie der Stangeriaceae in die Zamiaceae eingegliedert.[1]

## Bilder

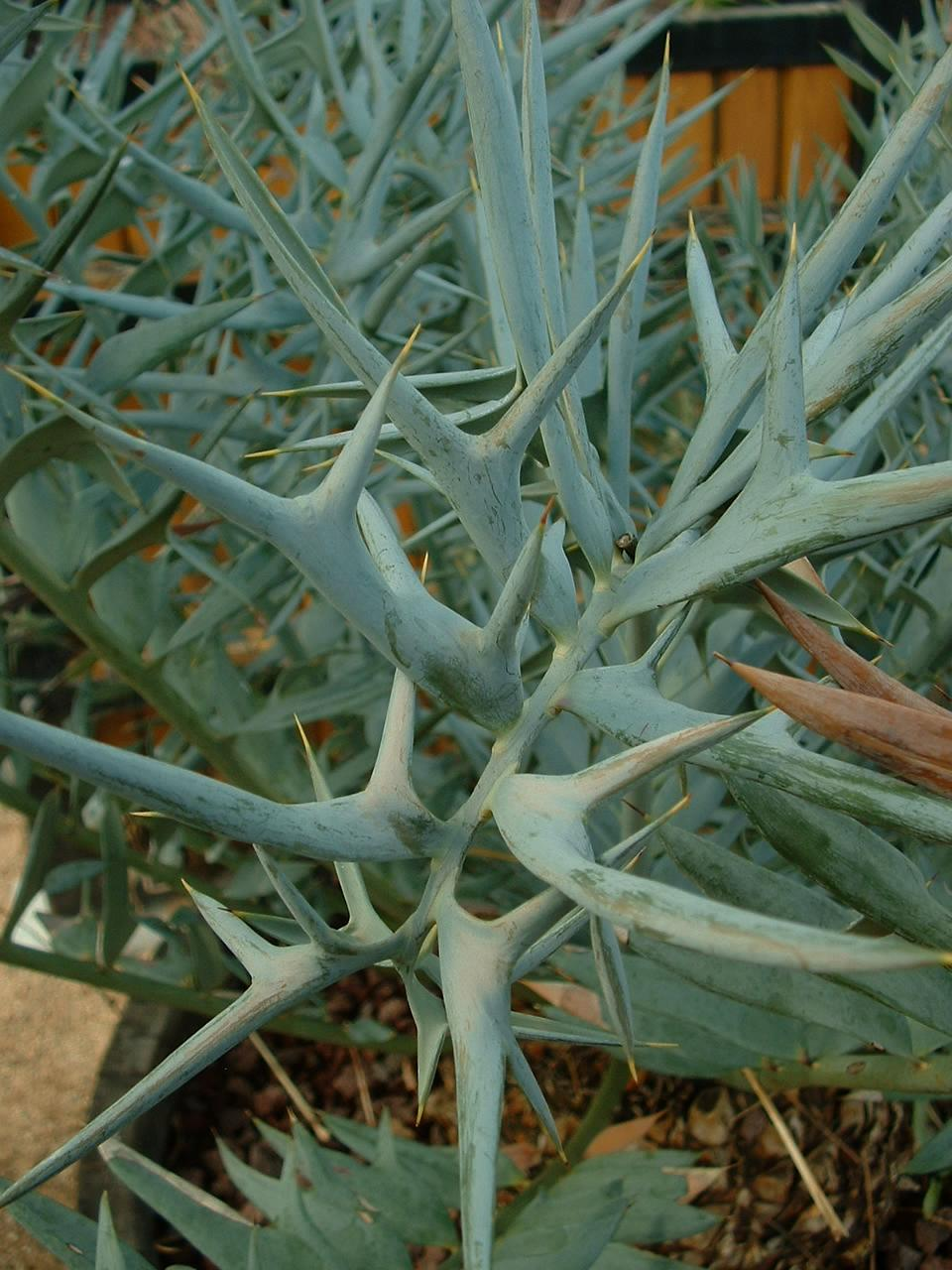
Tribus Encephalarteae: Encephalartos horridus, dornige Wedelfiedern
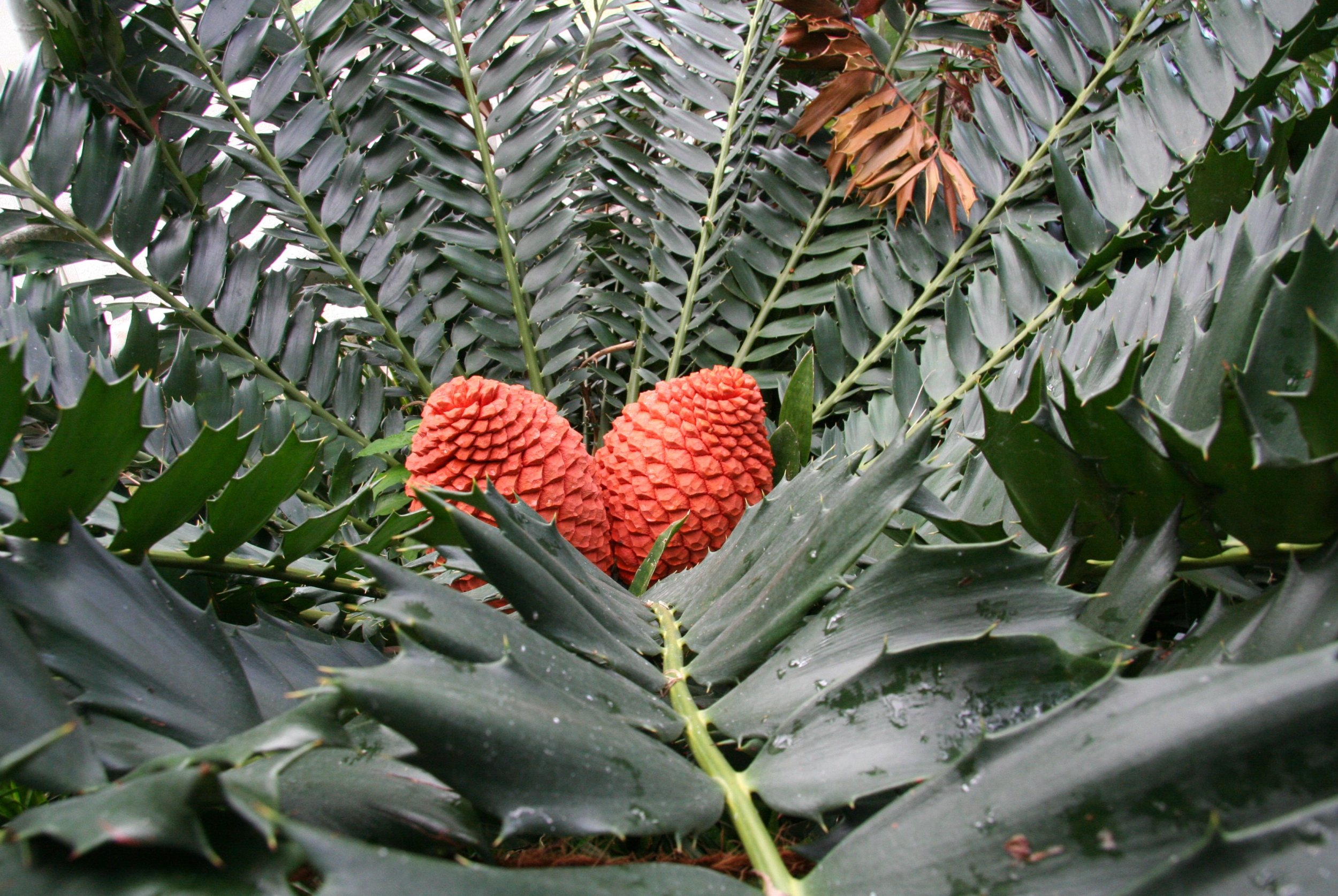
Tribus Encephalarteae: Encephalartos ferox, mit weiblichem Blütenstand
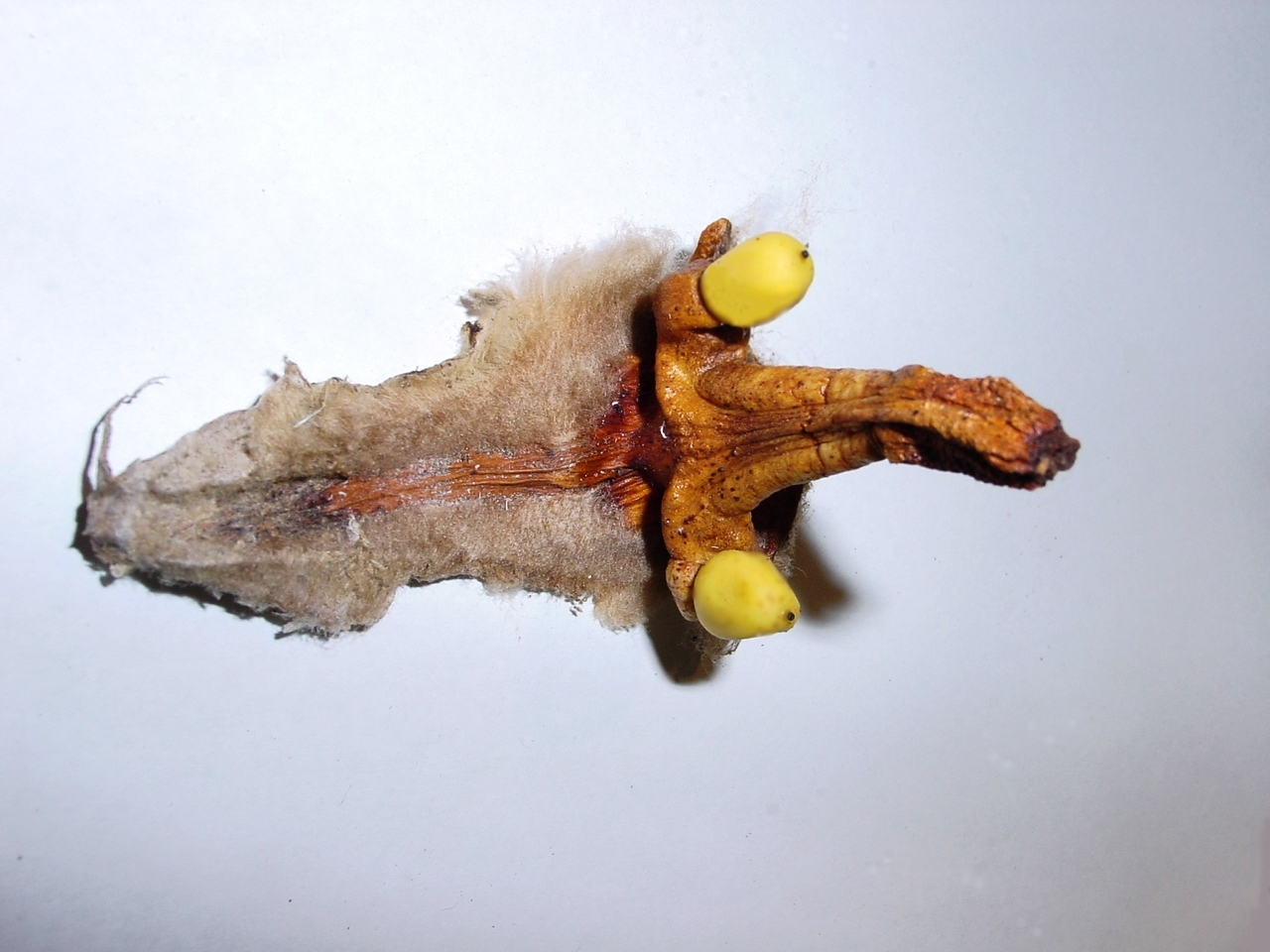
Tribus Diooeae: Dioon edule, ein samentragendes fertiles Blatt (Megasporophyll)
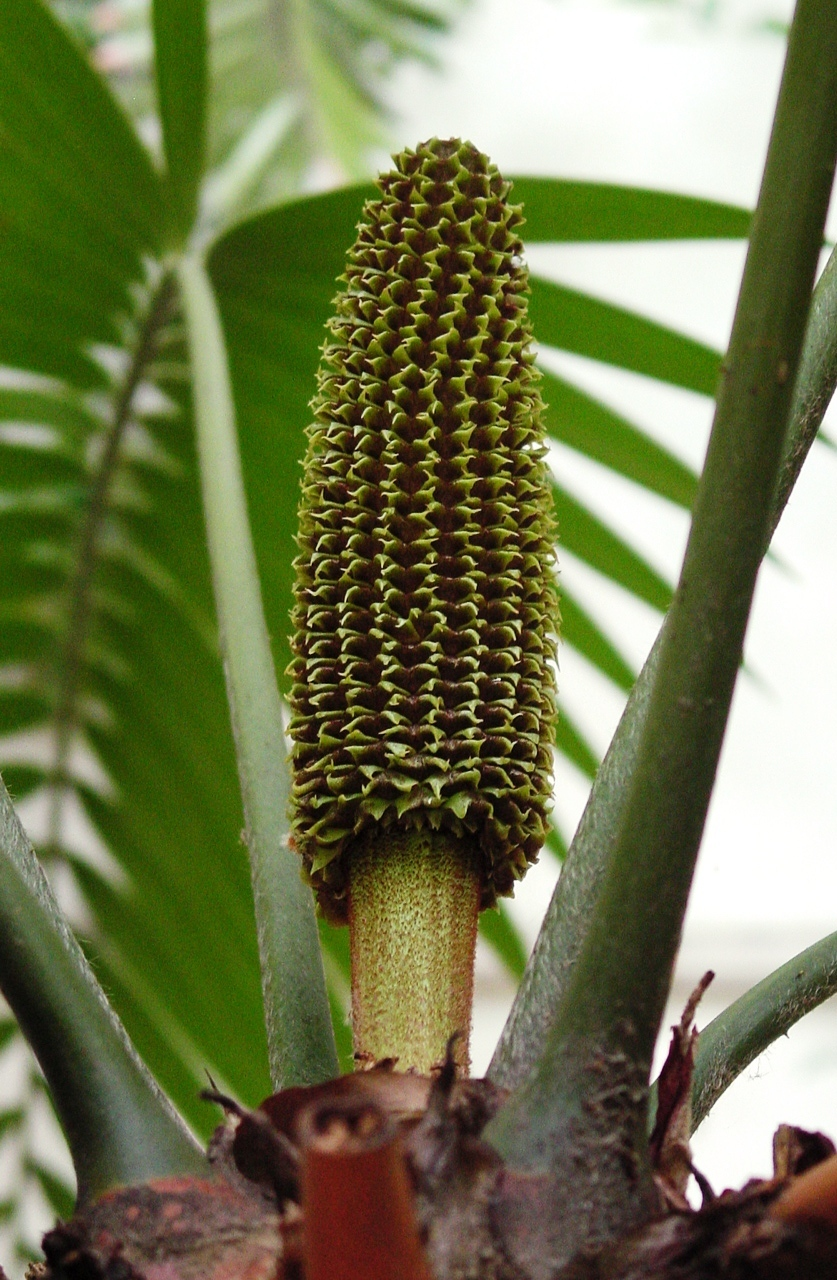
Tribus Ceratozamieae: Ceratozamia mexicana, männlicher Zapfen
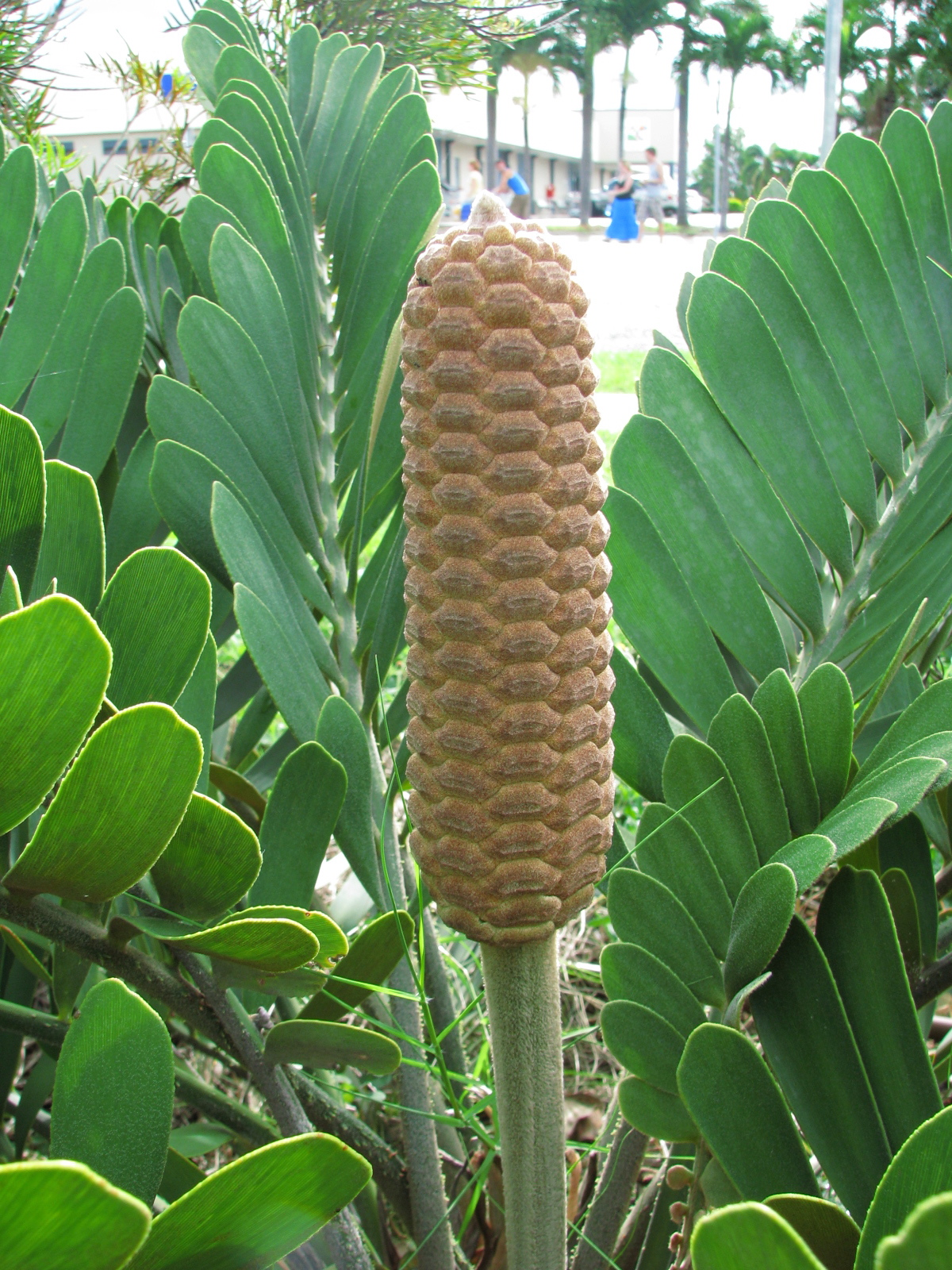
Tribus Zamieae: Zamia furfuracea, weiblicher Zapfen